# Kremen (obwód Błagojewgrad)
Kremen (bułg. Кремен) – wieś w południowo-zachodniej Bułgarii, w obwodzie Błagojewgrad, w gminie Bansko. Zarządzającym jest Dimitar Tsukov z partii Narodowy Ruch na rzecz Stabilności i Postępu. 